# ¡Cómo te extraño...!
¡Cómo te extraño...! es una película de Argentina dirigida por Enrique Cahen Salaberry según el guion de Diego Santillán y Virgilio Muguerza que se estrenó el 10 de marzo de 1966 y que tuvo como protagonistas a Leo Dan, Claudia Mores, Leonor Rinaldi y Pedro Quartucci. Fue filmada en Cosquín, provincia de Córdoba, parte en Norberto de la Riestra provincia de Buenos Aires y tuvo como título alternativo el de ¡Cómo te extraño mi amor...!

## Sinopsis
Es la historia de una azafata que trata de convencer a su padre para que regrese a Europa con ella y el capataz de la estancia tratará de evitarlo.

## Reparto
La película contó con los siguientes intérpretes:
- Leo Dan
- Claudia Mores
- Leonor Rinaldi
- Pedro Quartucci
- Dino Ramos
- Gerardo Chiarella
- Rodolfo Di Nucci
- Carlos Galante
- A. de la Vega
- Roberto Braceras
- Rafael Chumbita
- Los Huanca-Huá

## Comentarios
King en El Mundo dijo del filme:

”Por los caminos de la sencillez.”

Por su parte, Manrupe y Portela escriben:

”Naif film de cantante, que intenta aprovechar el éxito obtenido por Santiago querido….En los títulos…el burro Yunga que aparece en séptimo lugar, ya había protagonizado el film anterior…fue anunciada como la película número 1000 del cine argentino”